# Banu Asquilula

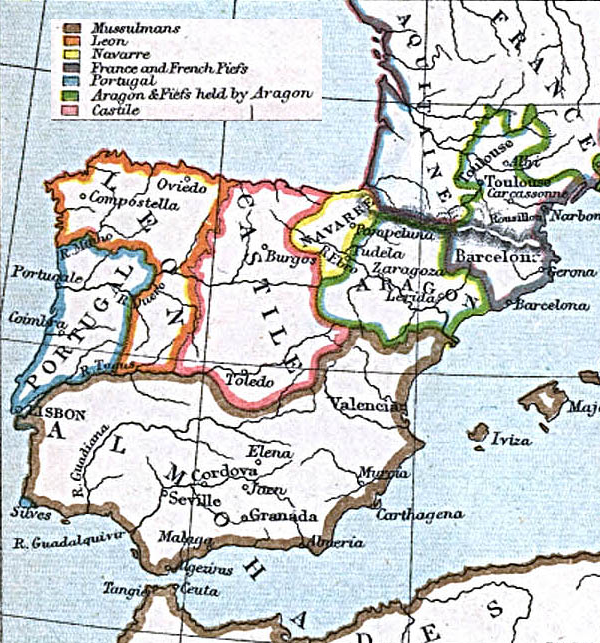
Mapa da península Ibérica em 1210

Os Banu Asquilula foram os governadores ou arraeces de Málaga e Guadix. Sua assistência a Maomé ibne Alamar na fundação do Emirado Nacérida de Granada e sua posterior oposição aos sucessores do sultão fizeram dos Asquilula uma das famílias mais influentes da Espanha do século XIII. Os Asquilula foram um dos clãs capazes de se alternar em posições de destaque e influência sob o domínio da dinastia nacérida. A família ganhou destaque em 1232 quando seu líder, Alboácem Ali ibne Asquilula Altujibi, ajudou a dinastia dos nacéridas durante a conquista de Granada. Nos primeiros vinte anos de domínio nacérida, em Granada, os Asquilula trabalharam em estreita colaboração com Maomé Alamar em seus primeiros empreendimentos, como a breve conquista de Sevilha. Como recompensa por seus serviços, os Asquilula receberam governanças nos territórios árabes de Málaga, Guadix e Baza.